# DRDO AURA
AURA (ang. Autonomous Unmanned Research Aircraft) – prototypowy indyjski autonomiczny bezpilotowy aparat bojowy (UCAV) rozwijany przez Organizację Badań i Rozwoju Obronnego (DRDO – Defence Research and Development Organisation) dla Indyjskich Sił Powietrznych i Marynarki Wojennej. Prace konstrukcyjne nad tym projektem rozpoczęły się w 2007 roku i są wykonywane przez indyjską Agencję Rozwoju Lotnictwa. Szczegóły projektu są utajnione.
AURA ma być zdolna do przeprowadzania ataków przy użyciu pocisków, bomb i precyzyjnie kierowanego uzbrojenia. Projekt jest rozwijany w kierunku, który ma dać Indiom drona bojowego w formie latającego skrzydła, wykonanego w technologii stealth (w tym celu, oprócz samego kształtu drona, jego kadłub z materiałów kompozytowych jest pokryty farbą pochłaniającą sygnały radarów), z wewnętrzną komorą uzbrojenia i napędzanego silnikiem turbowentylatorowym. 
Indyjska Agencja Rozwoju Lotnictwa opisuje drona AURA jako „zdolny do samoobrony, przeznaczony do szybkiego zwiadu, bezpilotowy aparat bojowy o możliwościach ofensywnych”. Zgodnie z założeniami, prędkość przelotowa na wysokości 9 144 metrów ma wynosić 1,2 Macha i mieć zasięg minimum 300 km. Pierwsze zdjęcia, które zostały udostępnione jako część prezentacji prototypu, wskazują, że AURA została zaprojektowana w technologii stealth. Dron ma osiągać średni pułap i przenosić przynajmniej dwie jednostki broni kierowanej oraz być wyposażony w czujniki umożliwiające naprowadzanie tego uzbrojenia na cel. Systemy kontroli lotu oraz pakietów przepływu danych projektowane i rozwijane są przy współpracy Agencji Rozwoju Lotnictwa z Laboratorium Zastosowań Elektroniki Obronnej (Defence Electronics Application Laboratory). AURA ma mieć również możliwość wykonywania krótkiego startu i lądowania (STOL). Kontrola nad lotem drona będzie dostępna z centrów dowodzenia rozsianych na całym terytorium Indii.
Doktor Prahlada z DRDO opisał drona AURA następująco: „Zdolny do lotów na wysokości 30 tysięcy stóp (9 144 m) i ważący poniżej 15 ton, bezpilotowy aparat bojowy będzie posiadał szyny dla pocisków rakietowych, bomb i precyzyjnego uzbrojenia, które będzie przenosił”. 
Według szacunków projekt kosztował 1,5 miliarda USD. Prototyp ma być gotów do lotów w 2019 lub 2020 roku. Jeśli ten termin zostanie dotrzymany, to do 2025 roku Indyjskie Siły Powietrzne wprowadzą UCAV tego typu do służby. 
Zgodnie z zapowiedzią indyjskiego ministra obrony Manohara Parrikara z 2015 roku, za napęd ma posłużyć pozbawiona dopalacza wersja silnika GTRE GTX-35VS Kaveri. 13 listopada 2015 roku ogłoszono, że rząd indyjski przeznaczył 470 mln USD na rozwój zaawansowanej wersji silnika Kaveri, nazwanej Ghatak. 13 maja 2016 roku ogłoszono, że rząd Indii przeznaczył kolejne 34,5 mln USD na projekt silnika Ghatak i „rozwój przełomowych zaawansowanych technologii dla Ghatak oraz projektu HAL (Hindustan Aeronautics Limited) AMCA (Advanced Medium Combat Aircraft – Zaawansowany Średni Samolot Bojowy)”.